# Collège universitaire d'Otago
 (août 2023).
Le collège universitaire d'Otago (en anglais University College, abrégé en UniCol), fondé en 1969, est la plus grande résidence de l'Université d'Otago à Dunedin, en Nouvelle-Zélande.

## Histoire
Historiquement, la tour sud de l'University College abritait des hommes tandis que la tour nord abritait des femmes. Cependant, les deux tours sont aujourd'hui[Quand ?] mixtes, les étudiants partageant toutes les installations, y compris les salles de bains et les douches. Les faits saillants tout au long de l'année comprennent la semaine d'orientation, les dîners formels, les voyages de ski, le bal, les missions au sol.
Début octobre 2019, un incendie dans la tour sud et les dégâts d'eau résultant du système de gicleurs ont entraîné l'évacuation de 60 étudiants de l'Université d'Otago, qui ont dû dormir chez des amis ou à la bibliothèque universitaire. En raison de dégâts des eaux les, deuxième, premier, rez-de-chaussée et sous-sol ont été évacués,.
Une salle de séminaire est dédiée à l'ancien résident Mark Parker, décédé dans les attentats de Bali en 2002.

## Description
Il abrite environ 501 résidents pendant l'année universitaire. Composé à l'origine de deux tours, la Tour Nord et la Tour Sud, il a depuis été agrandi avec l'acquisition d'un ensemble d'appartements sur la rue Clyde puis en 2004 avec les Annexes Nord et Sud. C'est le collège le plus au centre du campus, situé à côté des bâtiments d'origine de l'université. Le collège abrite une variété d'étudiants de l'Université d'Otago qui viennent du monde entier. Ces étudiants poursuivent une myriade de cursus différents.
Te Whare Raiona (Maison du Lion), fut nommé ainsi pour incorporer les lions en laiton ornés qui figurent à l'avant du bâtiment. Il a depuis été intégré au logo officiel, aux produits dérivés et aux drapeaux du collège.